# Chironia laxiflora
Chironia laxiflora är en gentianaväxtart som beskrevs av John Gilbert Baker. Chironia laxiflora ingår i släktet Chironia och familjen gentianaväxter. Inga underarter finns listade i Catalogue of Life.